# Nizina Katańska
Nizina Katańska (wł. Piana di Catania) – aluwialna nizina we Włoszech, na Sycylii, największa na wyspie. 

## Geografia
Nizina Katańska leży na Sycylii w pobliżu jej wschodniego wybrzeża, u południowego podnóża Etny . Jest to największa nizina na wyspie  – jej powierzchnia zajmuje 500 km² .
Jest to nizina aluwialna, zbudowana z osadów rzeki Simeto, które miejscowo przykrywają skały wulkaniczne .
Panuje tu klimat podzwrotnikowy pośredni i region jest ważnym ośrodkiem rolnictwa na wyspie . Uprawia się tu głównie pomarańcze, oliwki, winorośla i migdałowce . 
Nizina jest stosunkowo gęsto zaludniona, a jej głównym miastem jest Katania .

## Historia
W czasach rzymskich nizina słynęła z płodności . W okresie późniejszym warunki rolnictwa pogorszyły się wskutek powodzi i panującej tu malarii . Od XVIII w. prowadzono prace melioracyjne, a po 1930 roku zbudowano 200 km kanałów nawadniających . Nawadnianiem objęto obszar 400 km² .